# William Reid Pogue
William Reid Pogue (Okemah, Oklahoma, 1930. január 23. – Cocoa Beach, Florida, 2014. március 3.) amerikai vadászpilóta, űrhajós.

## Életpályája
Az Oklahomai Egyetem elvégzése után 1951-től repülőtiszt. 1966. április 4-től részesült űrhajóskiképzést. A légierő nyugalmazott ezredese. 1975. szeptember 1-jén vált meg az űrhajósok csoportjától. A Jonson Space Centerben az űrrepülőgép-kísérletek előkészítésének főmunkatársa.

## Űrrepülések
A Skylab–4 harmadik vállalkozásának (1973-1974 között) parancsnoka.
84 napot és 1 órát és 15 percet töltött a világűrben.